# 国際ビューティ&フード大学校
国際ビューティ&フード大学校は、福島県郡山市にある美容、ブライダル、ファッション、調理、スイーツのプロを養成する私立専門学校である。

## 概要
新潟市に本部（新潟総合学院）を置くNSGグループの傘下であり、専門学校グループ「FSGカレッジリーグ」を構成する。

## 学科構成
「福島県私立学校名簿 福島県 令和6年5月1日現在」より
- 衛生専門課程
  - 美容学科（昼間2年制）
  - パティシエ学科（昼間2年制）
  - 製菓衛生師学科（昼間1年制）
  - ヘアメイク学科（昼間2年制）
  - ヘアメイク研究学科（昼間1年制）
  - シェフ学科（昼間2年制）
  - パン＆カフェ学科（昼間2年制）
  - 調理師学科（昼間1年制）
- 文化・教養専門課程
  - ファッション学科（昼間2年制）
  - トータルビューティ学科（昼間2年制）
  - ウエディング学科（昼間2年制）

## グループ校
- 国際ビジネス公務員大学校
- 国際アート&デザイン大学校
- 国際情報工科自動車大学校
- 国際医療看護福祉大学校